# Iaspis talayra
Iaspis talayra is een vlinder uit de familie van de Lycaenidae. De wetenschappelijke naam van de soort werd als Thecla talayra in 1868 gepubliceerd door William Chapman Hewitson.